# 生産遺跡
生産遺跡（せいさんいせき）とは、遺跡のうち、生産（ものづくり）に関わったあとの残る遺跡。製塩遺跡・製鉄遺跡・鍛冶遺跡・炭窯・鋳造遺跡・銭貨鋳造所跡・水田跡・水路跡・畑跡・窯跡・土器生産遺構・埴輪生産遺構・各種工房跡・工場跡などの総称。粘土採掘坑や鉱山跡などの原料採取の場を含み、原料精製、目的とするものの製作に至る作業場など一連の生産にかかわるすべての遺跡を呼称する。